# Le Secret du lac
Pour les articles homonymes, voir The Quest et Secret(s) du lac.
Pour plus de détails, voir Fiche technique et Distribution.
Le Secret du lac (Frog Dreaming, ou The Quest) est un film australien réalisé par Brian Trenchard-Smith, sorti en 1986.

## Fiche technique
- Titre : Le Secret du lac
- Titre original : Frog Dreaming, The Quest
- Réalisation : Brian Trenchard-Smith
- Scénario : Everett De Roche
- Production : Everett De Roche, John Picton-Warlow, Barbi Taylor, David Thomas
- Musique : Brian May
- Photographie : John R. McLean
- Montage : Brian Kavanagh
- Décors : Jon Dowding
- Costumes : Aphrodite Kondos
- Pays d'origine : Australie
- Genre : Aventure, Drame
- Durée : 93 minutes
- Dates de sortie : 1er mai 1986 (États-Unis)

## Distribution
- Henry Thomas : Cody
- Tony Barry : Gaza
- Rachel Friend : Wendy
- Tamsin West : Jane Cannon
- Dempsey Knight : Charlie Pride
- John Ewart : Ricketts
- Chris Gregory : Wheatley
- Mark Knight : Henry
- Dennis Miller : Monsieur Cannon
- Katy Manning : Madame Cannon
- Laurie Dobson : Gleason
- Jay Mannering : Haggard
- Tim Hughes : Beilby
- Howard Eynon : Ranger
- David Ravenswood : Kauffman
- Peter Cummins : Neville
- Amanda Fernbach : Becky
- Marcus Eyre : docteur
- Glen Hunt : Tobins
- Kevin King : Opah
- Vince Quayle : Barney